# 페리스 조가쿠인 대학
페리스 조가쿠인 대학(フェリス女学院大学)은 일본의 사립대학교로, 가나가와현 요코하마시 이즈미구에 위치하고 있다.

## 역사
1870년, 미국 장로교 선교사 메리 키더가 제임스 커티스 헵번의 시료소에서 여자를 대상으로 영어 수업을 시작했다. 이것이 여학교로서 페리스 조가쿠인 대학의 시초이며, 남자부는 나중에 메이지 가쿠인으로 된다. 1875년, 미국 장로교 선교 기관의 임원이였던 페리스 부자의 지원에 의해 요코하마 야마테에 학교 건물 · 기숙사가 준공되어 페리스 세미너리라고 명명되어 페리스 조가쿠인 중학교·고등학교의 기초가 되었다.
그 후 1947년에 (구제) 전문학교를 설치하고 이를 1950년에 단기로 개편하였으며, 1965년에 4년제 여자 대학이 탄생했다.